# Miąższ grzyba

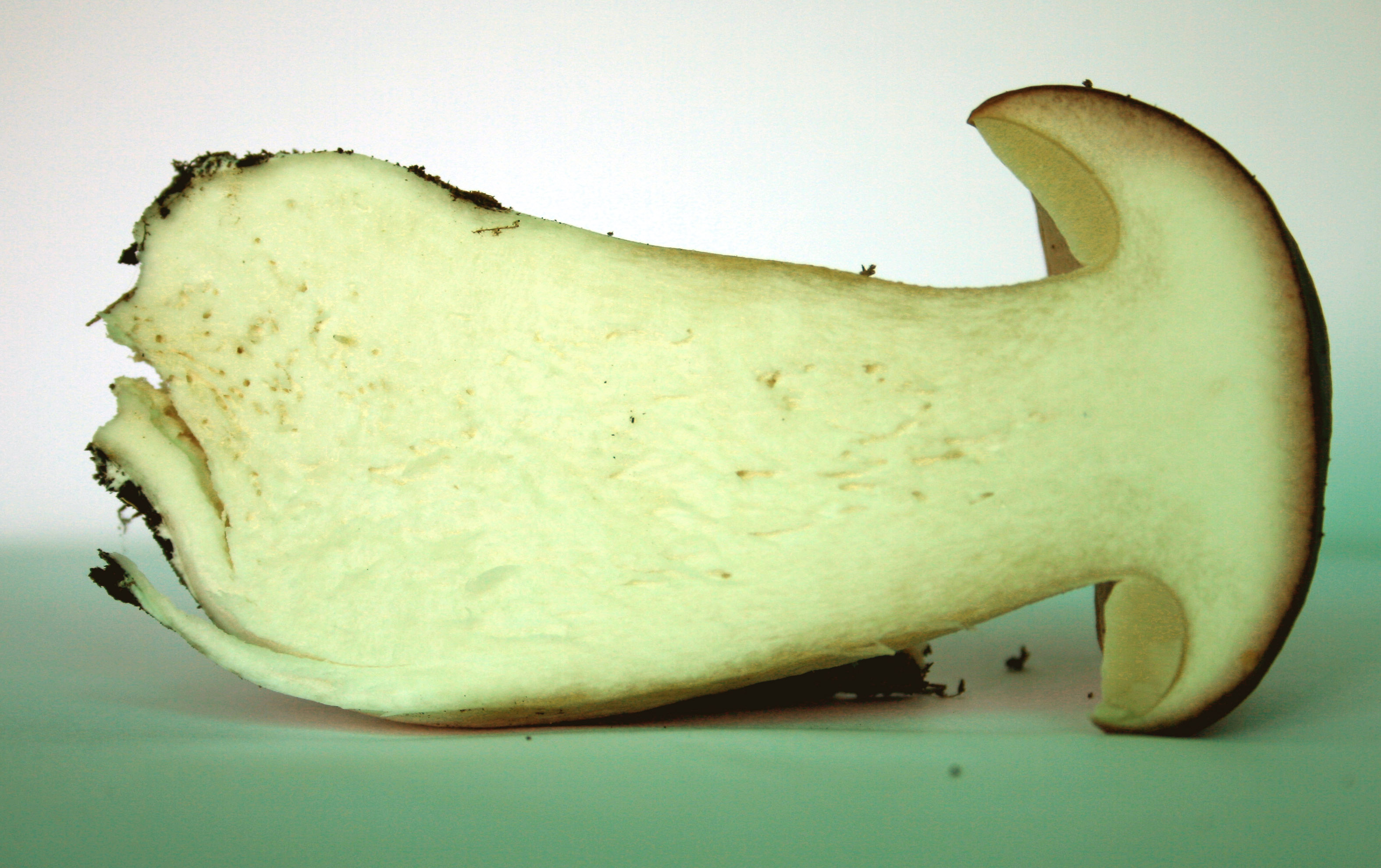
Miąższ grzyba kapeluszowego

Miąższ grzyba – zasadnicza część owocnika grzybów wypełniająca jego wnętrze. Składa się ze ściśle splecionych płonnych strzępek grzybni, stanowi więc plektenchymę. Miąższ może być mięsisty, gąbczasty, elastyczny, włóknisty, chrząstkowaty, korkowaty itp. U niektórych grzybów miąższ zawiera tzw. mleczko o różnych kolorach u różnych gatunków grzybów – może być białawe, mleczne, pomarańczowe, krwiste. Mleczko to u niektórych gatunków może zmieniać barwę, albo natychmiast po przełamaniu grzyba, albo po kilku – kilkunastu minutach. Również smak mleczka pomaga w oznaczeniu gatunku.
Ważną cechą diagnostyczną jest zmiana barwy miąższu pod wpływem uciśnięcia czy przecięcia kapelusza lub trzonu. U niektórych grzybów barwa miąższu zmienia wówczas kolor, np. u przedstawicieli rodziny borowikowatych miąższ sinieje. Czasami sprawdza się także zachowanie się miąższu pod działaniem różnych odczynników chemicznych. Np. u strzępiaka owocowego (Inocybe bresadolae) pod działaniem gwajakolu miąższ natychmiast zmienia barwę na granatowo-zielono-czarną. Przy oznaczaniu gatunków grzybów bierze się pod uwagę również smak miąższu i jego zapach. Przy próbie smakowej ważne jest ustalenie smaku zaraz po włożeniu na koniec języka niewielkiej ilości miąższu, oraz po dłuższej chwili (co najmniej pół minuty); czy w przypadku smaku w pierwszej chwili łagodnego, po dłuższym czasie nie pojawi się smak cierpki lub piekący.
U niektórych grzybów o miąższu skórzastym, korkowatym lub zdrewniałym (dawna klasa Hymenomycetes) miąższ określany jest słowem kontekst.